# CSZKA Moszkva
A CSZKA Moszkva (oroszul: ЦСКА Москва,  ЦСКА – Центральный спортивный клуб армии, magyarul: a Hadsereg Központi Sportklubja) a volt Szovjetunió majd Oroszország egyik vezető sportegyesülete, amely Moszkvában működik.

## Története
A klub elődjét az 1920-as évek végén hozták létre a Vörös Hadsereg Központi Háza (CDKA) sportklubjaként. 1951-től a Védelmi Minisztérium Sportklubja (CSZK MO) nevet viselte, majd 1960-ban a Hadsereg Központi Sportklubja (CSZKA) nevet kapta.

## Csapatai
- PFK CSZKA Moszkva (labdarúgás)
- PBK CSZKA Moszkva (kosárlabda)
- HK CSZKA Moszkva (jégkorong)
- CSZKA Moszkva (férfi kézilabda)
- CSZKA Moszkva (női kézilabda)